# Prosopocera apralutea
Prosopocera apralutea es una especie de escarabajo longicornio del género Prosopocera, categorizada en la tribu Prosopocerini, de la subfamilia Lamiinae. Fue descrita por Breuning en 1977.

## Descripción
Mide 10 mm de longitud.

## Distribución
Se distribuye por República Centroafricana.